# 分部光命
分部 光命（わけべ みつなが）は、江戸時代中期の大名。近江国大溝藩6代藩主。分部家7代。官位は従五位下・和泉守、若狭守。

## 生涯
正徳4年（1714年）1月8日、5代藩主・分部光忠の長男として誕生。母は側室の谷氏で、嫡母（父の正室）である田村氏（田村誠顕の娘）に養われた。
享保14年（1729年）2月28日、16歳で徳川吉宗に御目見。享保16年（1731年）、父の死を受けて、5月6日に遺領相続が認められる。同年12月23日、従五位下和泉守に叙任。享保18年（1733年）4月15日、初めて領国入りするための暇を与えられる。延享元年（1743年）5月12日、若狭守に遷る。
延享4年（1747年）には城下で大火が発生し、6町170軒が焼失する大きな被害を出した（「大溝の大火」と呼ばれる）。寛延2年（1749年）にも56軒を焼く大火が発生している。
宝暦4年（1754年）9月7日、長男・光庸に家督を譲って隠居。宝暦10年（1760年）には病気療養を理由に摂津国有馬温泉にて保養した。
明和6年（1769年）に剃髪して風斎と号する。天明3年（1783年）11月17日、大溝において死去。享年70。

## 系譜
特記事項のない限り、『寛政重修諸家譜』による。子の続柄の後に記した ( ) 内の数字は、『寛政譜』の記載順。
- 父：分部光忠
- 母：谷氏
- 側室：某氏
  - 長女(1)：松平堅房正室
- 側室：今村氏[6]
  - 長男(2)：分部光庸
- 側室：某氏
  - 二男(3)：三淵澄鮮 - 熊本藩士三淵澄定の養子
  - 二女(4) - 角倉玄寿室
  - 三女(5) - 熊本藩士長岡営之（松井営之）室
  - 三男(6)：三淵澄盈 - 実兄・澄鮮の養子
  - 四女(7) - 家臣恒川忠栄室
  - 四男(8)：施薬院宗顕 - 施薬院宗隆の養子
  - 五男(9)：中条康永 - 尾張藩士中条康隆の養子
  - 六男(10)：分部命誠

### 補足
- 『寛政重修諸家譜』では、光命の項に「室」（正室）の記載がない[1]。
- 三女が嫁いだ松井（長岡）家は、熊本藩筆頭家老・八代城代を務め、3万石を知行する家である[7]。営之の孫にあたる存之（家督相続前に死去）も分部家から妻を迎えている[8]。
- 二男と三男が入った三淵家は、熊本藩で5000石を給され家老を輩出する家である[9]。
- 五男の中条康永は尾張藩の中条（中條）家1500石を継ぎ、のちに名古屋城代を務めた。武道の達人で、暴れる猪を乗り伏せたという逸話があるとともに、狩野派の画にも通じたという[10]。

## 備考
- 大溝（現在の高島市勝野地区）で21世紀初頭も清酒醸造を続けている福井弥平商店の銘柄「はぎの露」は、創業時の藩主であった光命が「萩乃露」と命名したのが由来であるという[11]